# پریسترونا
پریسترونا (به لاتین: Peristerona) یک روستا در قبرس است که در ناحیه نیکوزیا واقع شده‌است.

## خصوصیات
پریسترونا  ۲٬۱۷۳ نفر جمعیت دارد و ۴۰۸ متر بالاتر از سطح دریا واقع شده‌است.